# Amager Vest
Amager Vest er en administrativ bydel i København på den nordvestlige del af Amager. Bydelen blev skabt i efteråret 2007 og svarer med 19,18 km2 i areal til opstillingskredsen Sundbyvesterkredsen. Amager Vest har 61.658 (2013) indbyggere.
Som med de andre bydele er bydelen Amager Vest sat i verden for at sikre borgerbetjening, nærdemokrati og bydelsplaner. Nærdemokratiet sikres ved etableringen af Amager Vest Lokaludvalg. Bydelsplanerne skal sætte mål for planlægningen og udviklingen i den enkelte bydel. Ca. 11 pct. af kommunens 659.350 indbyggere  (2024) indbyggere bor i Amager Vest.

## Områder i Amager Vest
Bydelen inkluder bl.a. Amager Fælled og Kalvebod Fælled. Den østlige grænse går ved Amagerbrogade.
Følgende nærområder findes i Amager Vest:
- Islands Brygge
  - Ballonparken
- Ørestad
- Sundbyvester
  - Sundholmskvarteret

## Eksterne link
- www.amagervestlokaludvalg.kk.dk Arkiveret 2. april 2008 hos  Wayback Machine Amager Vest Lokaludvalg
- www3.kk.dk Arkiveret 27. maj 2008 hos  Wayback Machine Københavns kommune om rammerne for de 10 bydele.